# Sääse
Sääse alevik är en ort i Estland. Den ligger i Tamsalu kommun och landskapet Lääne-Virumaa, i den centrala delen av landet, 90 km öster om huvudstaden Tallinn. Sääse alevik ligger 130 meter över havet och antalet invånare är 495.
Terrängen runt Sääse alevik är mycket platt, och sluttar söderut. Runt Sääse alevik är det glesbefolkat, med 15 invånare per kvadratkilometer. Närmaste större samhälle är Tamsalu, 2,2 km väster om Sääse alevik. Omgivningarna runt Sääse alevik är en mosaik av jordbruksmark och naturlig växtlighet.